# Julieta
Cet article possède un paronyme, voir Julietta.
Pour plus de détails, voir Fiche technique et Distribution.
Julieta est un film espagnol réalisé par Pedro Almodóvar d'après trois nouvelles d'Alice Munro, sorti en 2016. L'héroïne est interprétée par Emma Suárez et Adriana Ugarte selon les époques.

## Synopsis
Julieta vit à Madrid et s'apprête à déménager au Portugal avec son petit ami Lorenzo. Dans la rue, elle rencontre par hasard Beatriz, la meilleure amie d'enfance de sa fille Antía, et apprend que cette dernière, dont elle n'a plus de nouvelles depuis douze ans, vit en Suisse avec ses trois enfants. Submergée du désir de reprendre contact avec Antía, Julieta renonce à quitter l'Espagne et loue un appartement dans l'immeuble madrilène où elle a élevé sa fille, sachant que cette adresse est le seul moyen pour Antía de contacter sa mère.
Attendant une lettre de sa fille et sachant qu'elle lui doit une explication quant aux événements qui ont mené à leur séparation, Julieta commence à remplir un journal où elle écrit ses mémoires, en commençant par sa rencontre avec Xoan, le père d'Antía, dans le wagon-restaurant d'un train alors qu'elle avait quitté son compartiment dans lequel se trouvait un vieil homme suspect. Xoan lui raconte sa vie de pêcheur et lui dit que sa femme est dans le coma. Le train s'arrête subitement, ayant percuté le vieil homme qui s'est suicidé. Alors que Julieta culpabilise de la mort du vieil homme, Xoan la réconforte et ils font l'amour dans le train. Plus tard, à l'école où elle travaille comme professeure de littérature antique, Julieta reçoit une lettre de Xoan qu'elle prend comme une invitation. Elle se rend chez lui et apprend par sa gouvernante que sa femme est décédée et qu'il est avec Ava, une amie d'enfance. Julieta et Xoan continuent leur aventure et Julieta tombe enceinte. Deux ans plus tard, Julieta et Antía rendent visite aux parents de Julieta. Sa mère est gravement malade et semble souffrir de la maladie d'Alzheimer, tandis que son père a une liaison avec l'aide-ménagère de sa femme, ce qui attriste Julieta.
Quelques années plus tard, alors qu'Antía, qui a grandi, est en colonie de vacances, Xoan et Julieta se disputent à propos de ses aventures avec Ava. Julieta part se promener et Xoan va pêcher malgré une mer houleuse. Une tempête se déclenche et Julieta, paniquée, apprend en regardant le journal télévisé que le bateau de Xoan a chaviré et qu'il est décédé. Son corps est retrouvé et incinéré, et Julieta et Ava lancent ses cendres dans la mer. Plutôt que de prévenir sa fille, Julieta laisse Antía à la colonie de vacances, où elle se fait une très bonne amie, Beatriz, qui invite Antía à partir de la colonie un jour plus tôt et de passer quelques jours chez elle à Madrid. Julieta voyage alors à Madrid pour annoncer la mort de Xoan à sa fille et y loue un appartement. Julieta et Antía y vivent chacune leur vie sans partager leurs sentiments. À 18 ans, Antía part en retraite spirituelle et dit ne pas pouvoir communiquer pendant trois mois.
Trois mois plus tard, Julieta se rend au lieu de retraite de sa fille dans les Pyrénées et apprend que sa fille est déjà partie, sans que l'on veuille lui donner sa nouvelle localisation. Julieta tente de retrouver sa fille, en vain. Le seul contact qu'elle a de sa fille est une carte d'anniversaire vide qu'elle reçoit pendant trois ans le jour de l'anniversaire de sa fille. Julieta finit par être enragée, détruit toute trace de sa fille et déménage. Quelques années plus tard, Julieta rend visite à Ava, mourante à cause d'une sclérose en plaques. Ava lui avoue qu'Antía était au courant de la dispute entre ses parents le jour de la mort de Xoan et blâme Julieta et Ava, avant de se blâmer également elle-même pour ne pas avoir été présente. D'abord à l'hôpital puis à l'enterrement d'Ava, Julieta rencontre Lorenzo, avec qui Ava a eu une liaison et qui a écrit un livre sur les œuvres d'art d'Ava. Ils commencent une aventure, ce qui distrait l'esprit de Julieta. Elle ne lui dit jamais avoir une fille et il respecte les secrets de sa compagne.
De retour dans le présent, Lorenzo est parti au Portugal et l'état mental de Julieta se détériore alors qu'elle commence à se rendre à des endroits où elle a des souvenirs avec sa fille. Beatriz reconnaît Julieta au terrain de basket-ball où jouent ses nièces et lui avoue sa relation amoureuse avec Antía, avant que cette dernière ne la fasse disparaître de sa vie, comme avec sa mère. 
Julieta va de plus en plus mal et, en marchant dans la rue, reconnaît Lorenzo. Elle marche vers lui mais s'évanouit après avoir été frappée par une voiture. Lorenzo l'emmène à l'hôpital et lui apporte quelques affaires, dont une lettre qu'elle n'a jamais lue. Antía y raconte la mort de son fils de neuf ans et dit enfin comprendre ce que Julieta a pu ressentir quand elle est partie. Son adresse est inscrite sur l'enveloppe, ce que Lorenzo comprend comme une invitation. Lorenzo et Julieta se rendent en Suisse. Julieta dit qu'elle ne demandera pas d'explication mais qu'elle souhaite simplement être avec sa fille.

## Fiche technique
- Réalisation : Pedro Almodóvar
- Scénario : Pedro Almodóvar, d'après trois nouvelles du recueil Fugitives d'Alice Munro : Hasard, Bientôt et Silence
- Musique : Alberto Iglesias, Chavela Vargas
- Photographie : Jean-Claude Larrieu
- Montage : José Salcedo
- Production : Agustín Almodóvar, Esther García
- Société de production : Echo Lake Entertainment, Deseo, El, Canal+ France, Ciné +, Televisión Española (TVE)
- Pays de production :  Espagne
- Durée : 97 minutes
- Dates de sortie :
  - Espagne : 8 avril 2016
  - France : 18 mai 2016

## Distribution

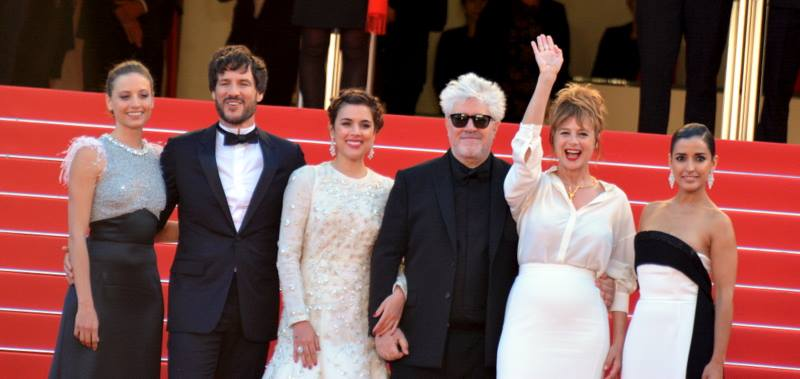
L'équipe du film au festival de Cannes 2016.

- Emma Suárez (VF : Micky Sébastian) : Julieta aujourd'hui
- Adriana Ugarte (VF : Julie Cavanna) : Julieta jeune
- Daniel Grao (VF : Thibaut Lacour) : Xoan
- Inma Cuesta (VF : Jeanne Savary) : Ava, amie sculptrice de Xoan et Julieta
- Michelle Jenner (VF : Leslie Bouchet) : Beatriz, amie d'enfance d'Antía
- Darío Grandinetti (VF : Eric Herson-Macarel) : Lorenzo, amant actuel de Julieta
- Rossy de Palma (VF : Céline Caussimon) : Marian, gouvernante de la maison de Xoan
- Susi Sánchez (VF : Frédérique Cantrel) : Sara, mère de Julieta
- Joaquín Notario (VF : Achille Orsoni) : Samuel, père de Julieta
- Blanca Parés (VF : Claire Bouanich) : Antia, à 18 ans
- Pilar Castro : Claudia, mère de Beatriz
- Nathalie Poza (VF : Isabelle Gardien) : Juana, membre d'une communauté spirituelle dans les Pyrénées
- Mariam Bachir : Sanaa, l'aide-ménagère des parents de Julieta

Version française
Studio de doublage :  Dubbing Brothers
Direction artistique : Isabelle Brannens
Adaptation : Nelson Calderon & Pascal Strippoli
 Source et légende : version française (VF) sur RS Doublage et AlloDoublage

## Lieux de tournage
- Madrid
- Galice : port de Redes
- Andalousie : Mairena del Alcor et Sierra de Huelva
- Pyrénées aragonaises : Fanlo et Panticosa

## Production

### Genèse
Pedro Almodóvar écrit à propos de ce film qu'il « parle du destin inéluctable, du complexe de culpabilité et de ce mystère insondable qui fait que nous abandonnons les personnes que nous aimions, que nous les effaçons de notre mémoire comme si elles n'avaient jamais rien signifié. Et de la douleur que cet abandon engendre chez la victime. »
Le réalisateur annonce dans un article d'El País un drame sombre et intime, moins baroque, moins drôle que certains de ses films précédents, et dans une palette de couleurs tournant cette fois autour du vert, du gris et du brun. Il s'entoure d'acteurs populaires du petit écran espagnol dont Adriana Ugarte, Daniel Grao et Michelle Jenner. Cette dernière raconte lors d'une interview qu'elle a passé le casting sans savoir qu'il s'agissait d'un film de Pedro Almodovar.
En novembre 2015, le film est rebaptisé Julieta au lieu de Silencio, Martin Scorsese ayant commencé le tournage d'un film lui-même intitulé Silence. Trois affiches sont dévoilées successivement.
Les sculptures de Ava sont en réalité des œuvres du valencien Miquel Navarro, dont des pièces figuraient déjà dans En chair et en os.

## Accueil du film

### Distinctions
- Festival de Cannes 2016 : sélection officielle, en compétition[10]
- Goya de la meilleure actrice pour Emma Suárez
- Classé no 6 dans le Top 10 2016 des Cahiers du Cinéma[11].

### Accueil critique
En Espagne, les critiques sont assez positives, notamment dans El Mundo qui vante la construction du film, son épure et son originalité, et La Vanguardia qui compare le film aux portraits de femmes des films de George Cukor ou de Kenji Mizoguchi. Les articles louent la qualité des actrices principales. Seul le quotidien El País livre une critique particulièrement négative sous la plume de Carlos Boyero, critique considéré comme « [l']ennemi juré » de Pedro Almodóvar, (il avait déjà publié une critique particulièrement dure du film Les Amants passagers qui avait été considérée comme homophobe). Il juge cette fois que la stylisation du film et les sujets qui y sont abordés, pour intenses qu'ils soient en théorie, ne le touchent pas. Il ne s'identifie pas aux personnages et estime que cette distance vient de la faiblesse du langage cinématographique dans ce film. Dans le même journal, Vicente Molina Foix estime cependant qu'il s'agit du meilleur scénario de toute la carrière de Pedro Almodóvar.
En France, le film est très bien accueilli dans la presse. Positif parle d'un « chef-d’œuvre » et les Cahiers du Cinéma consacre un texte et un entretien à ce que le critique Stéphane du Mesnildot considère comme « le film le plus sombre, le plus dur et en un sens le plus essentiel d’Almodóvar ».

### Accueil public
La promotion du film en Espagne est très perturbée par l'apparition du nom du réalisateur et de son frère Agustín dans l'affaire des Panama Papers quelques jours avant la sortie en salles. Afin de ne pas avoir à répondre à des questions à propos de ce scandale, Pedro Almodóvar décide d'annuler toutes ses apparitions publiques autour du film (conférences de presse, interventions à la télévision…).
Julieta sort sur seulement 203 écrans espagnols, moins que pour les précédents films du réalisateur. Le fait qu'il s'agisse d'un drame et non d'une comédie a en effet incité son distributeur à miser sur une stratégie d'un nombre plus restreint de salles que pour Les Amants passagers mais en s'assurant qu'il resterait plus longtemps à l'affiche.
Le nombre total d'entrées est par conséquent relativement faible lors de sa sortie pour un film de Pedro Almodóvar (c'est la première fois qu'un film de ce réalisateur n'est pas le film espagnol à faire la meilleure sortie de la semaine), mais cette combinaison restreinte de salles fait que le nombre de spectateurs par écran est le meilleur de la semaine. Le 11 avril, trois jours après sa sortie, El País indique que le film a réuni 79 523 spectateurs, ce qui équivaut à 585 989 euros de recettes.

## Autour du film
- Dans le train, la professeure de littérature antique qu'est Julieta lit un livre sur la tragédie grecque, La Tragedia Griega, une traduction en espagnol d'un livre du philologue autrichien Albin Lesky (1896-1981). Le film, plus généralement, doit beaucoup au modèle dramaturgique de la tragédie grecque[18].
- L'homme assis et les autres sculptures que l'on voit dans l'atelier d'Ava sont en réalité celles du sculpteur espagnol Miquel Navarro[19].